# Dänenaxt
Eine Dänenaxt (auch Wikingeraxt, skandinavische Axt, Breitaxt) ist eine frühmittelalterliche Streitaxt mit langem Stiel, die ein- oder zweihändig geführt werden kann.

## Beschreibung
Die Dänenaxt hat ein einschneidiges, gebogenes Blatt (Klinge). Das Axtblatt ist so geformt, dass es als Schildhaken fungieren kann, mit dem man den Schild des Gegners festhalten oder wegreißen kann. An der nach vorn zeigenden Seite des Blattes ist die Schneide verlängert. Diese Verlängerung sichert bei einem Wurf das Eindringen ins Ziel. Das Blatt ist mit einem Auge am sich verjüngenden Schaft durch Selbstverkeilung befestigt. Die Dänenaxt wurde ursprünglich von den dänischen Wikingern eingeführt, verbreitete sich jedoch schnell über ganz Skandinavien, England und Russland. Die Dänenaxt gehört zum Typ der Breitaxt oder der normalen Streitaxt. Es gibt verschiedene Versionen, die sich in Länge, Klingenform und Gestaltung unterscheiden.